# Dart (fleuve)
Le Dart est un fleuve côtier situé au sud-ouest de l'Angleterre dans le comté du Devon. Il se jette dans la Manche.

## Géographie
Le Dart est long de 75 km
Il commence par deux branches séparées (East Dart et West Dart) qui se rejoignent à Dartmeet (en). La région est prisée pour les promenades pédestres avec de nombreuses petites chutes et des ponts en dalle, notamment celui de Postbridge.
Le fleuve coule ensuite vers le sud vers l'abbaye de Buckfast et les villes de Buckfastleigh, Dartington et Totnes.
Son estuaire est une large ria fréquentée par les plaisanciers, l'embouchure du fleuve est un passage rocheux plus étroit gardé par les châteaux de Kingswear et de Dartmouth. Près de l'estuaire est la grande maison de Greenway Estate, où l'auteur anglaise Agatha Christie habitait.

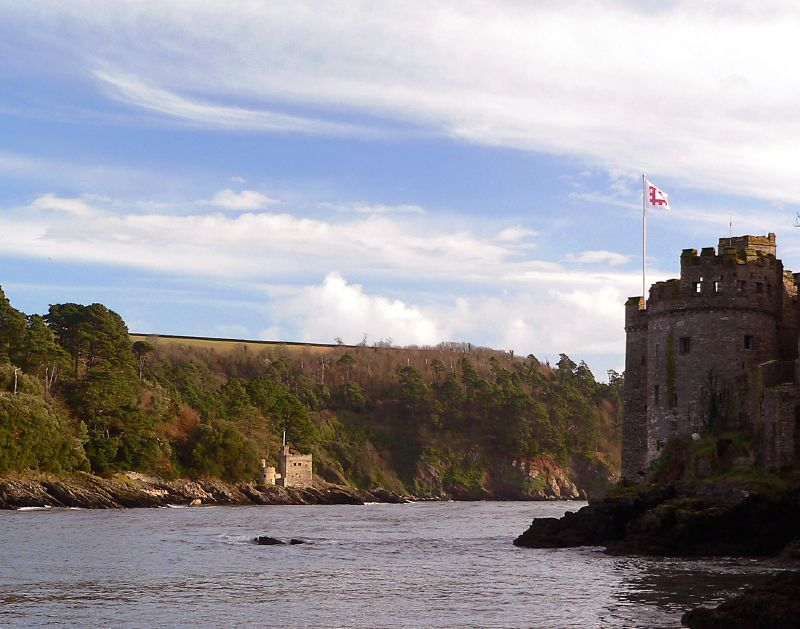
Les deux châteaux qui gardent l'embouchure